# Потапов, Александр Владимирович
Алекса́ндр Влади́мирович Пота́пов (род. 4 ноября 1954, Москва) — советский инженер, партийный деятель; депутат Государственной думы Российской Федерации VI созыва (2011—2016).

## Биография
Родился в русской семье служащих.
В 1977 году окончил Московский авиационный институт по специальности «производство летательных аппаратов»; по 1988 год работал инженером, старшим и ведущим инженером Московского института теплотехники. В 1988—1991 годы — на партийной работе: инструктор, заместитель заведующего отделом, заведующий кабинетом политического просвещения, заведующий общественно-политическим центром Кировского райкома КПСС.
В 1992 году окончил Российский государственный социальный университет (журналистика).
В последующем работал:
- экспертом российско-американского совместного предприятия «Социал-прогресс» (1992);
- заместителем директора ТОО «Предприятия „Варгус“» (октябрь 1992 — декабрь 1993);
- директором по транспорту ТОО «„Артел“ Бизнес и телекоммуникации» (декабрь 1993 — сентябрь 1997);
- менеджером АОЗТ «Ундус Трейдинг» (сентябрь 1997 — январь 1998);
- экспертом, главным менеджером ЗАО «Домодедово-Терминал» (февраль 1998 — апрель 2000);
- начальником отдела Департамента финансов и управления ФПК «Формула безопасности» (апрель 2000 — февраль 2002);
- главным специалистом регионального отделения общероссийского общественного движения Народно-патриотический союз России (август 2003 — июль 2004);
- главным специалистом регионального общественного фонда поддержки образования, науки и культуры «Содействие» (июль — ноябрь 2004)[2].

29 апреля 2010 года присвоен чин советника государственной гражданской службы города Москвы 1 класса. Свободно владеет английским языком.

## Партийная деятельность
В 1980-е годы избирался секретарём комсомольской организации, членом профкома предприятия, делегатом Московской городской конференции КПСС. С 1991 года состоит в Коммунистической партии Российской Федерации; избирался членом райкома, окружкома, контрольно-ревизионной комиссии Московской городской организации КПРФ, членом и секретарём Московского горкома; заведовал отделом Московского горкома КПРФ. Руководил пресс-службой, был главным редактором информационных изданий Московского горкома КПРФ.

## Политическая деятельность
С 1990 года был членом окружных, участковых, территориальных избирательных комиссий, в 2003—2005 — членом Мосгоризбиркома.
Являлся помощником депутата Государственной думы (2004—2006), помощником (2006—2009) и советником (2009—2011) депутата Московской городской думы. В 2009 году баллотировался в Московскую городскую думу 5-го созыва по одномандатному округу № 7.
В 2011—2016 годы — депутат Государственной думы от КПРФ, входил в состав комитета по экономической политике, инновационному развитию и предпринимательству. Своим помощником Потапов сделал активистку Аллу Фролову, которая в 2014 году организовывала митинги против оптимизации медицинских учреждений в Москве. Фролова в 2020 году рассказывала, что поначалу стеснялась того, что является помощником депутата от КПРФ. Однако в дальнейшем Фролова использовала свой статус помощника депутата для того, чтобы из отделов полиции отпускали задержанных на митингах. С Потаповым Фролова договорилась — политические взгляды они не обсуждали. Потапов потом помог Фроловой, когда её задержали.
В 2019 году участвовал в выборах в Московскую Городскую Думу по 13-му округу, заняв третье место с 26,23 % голосов.